# Friedrich Wohnsiedler
Friedrich Wohnsiedler (* 23. November 1879 in Eberbach am Jagst, Königreich Württemberg; † 10. Februar 1958 in Gisborne, Neuseeland) war ein deutsch-neuseeländischer Winzer in der Region Hawke’s Bay in Neuseeland.

## Leben
Friedrich Wohnsiedler wurde am 23. November 1879 als Sohn des Bauern Johann Friedrich Wohnsiedler und seiner Frau Katharina Magdalena Fuchs, in Eberbach am Jagst (heute Mulfingen), im Königreich Württemberg geboren. Er wuchs im lutherischem Glauben auf.
Wohnsiedler emigrierte um die Jahrhundertwende nach Neuseeland und arbeitete zunächst in der Fleischindustrie in Lower Hutt und in Woodville. 1907 reiste er nach England und traf dort seine spätere Frau Anna Stein, geboren am 12. Juni 1881, die ebenfalls aus Eberbach am Jagst stammte. Nach einem Aufenthalt in Deutschland reisten beide nach Neuseeland, wo Wohnsiedler am 14. Mai 1910 in Auckland Anna Stein heiratete. Aus der Ehe gingen drei Töchter und zwei Söhne hervor. Eine Tochter verstarb 1916 kurz nach ihrer Geburt.
Wenige Jahre später zog Wohnsiedler mit seiner Familie nach Gisborne an die Ostküste der Nordinsel und eröffnete dort eine Metzgerei für Schweinefleisch, Geflügel und Delikatessen. Doch als Zeitungen in Neuseeland über Gräueltaten deutscher Militärs in Europa im Ersten Weltkrieg berichteten, entluden sich antideutsche Gefühle und Hass gegen Deutsche in der Neujahrsnacht 1914/15, so auch gegen die Wohnsiedlers. Es gab Berichte, nachdem rund 2000 Menschen durch die Straße zogen, Steine und Flaschen in die Schaufensterscheiben des Geschäftes sowie der Wohnung der Wohnsiedlers warfen und damit ihren Ausdruck verliehen, dass sie sie als Deutsche nicht in Gisborne haben wollten. Wohnsiedler schloss sein Geschäft und arbeitete anschließend als Lohnarbeiter auf einer Farm nahe Matawhero, westlich von Gisborne.
1917 kaufte er 10 Acre Land bei Waihirere, 10 km nordwestlich des Stadtzentrums von Gisborne, errichtete dort ein Haus und hielt mit seiner Familie auf dem Hof Schweine, Geflügel, Bienen, pflanzte Obstbäume, Mais und Gemüse und legte 1921 die Grundlage für ein Weingut. Sein erster Wein, ein süßer roter Tropfen, bekam den einfachen Namen „Wein“, wurde aber wenig später dann als „Waihirere“ vermarktet. Zunächst noch in zwei Gallonen große Behälter in einem Rucksack auf dem Rücken nach Gisborne transportiert, folgte Anfang der 1930er Jahre, in denen Wohnsiedler mit seinem Sohn George Madeira, Portwein und Sherry produzierte, der Transport in Fässer auf dem Rücken von Pferden und ab 1935 mit einem Kraftfahrzeug, dass sich Wohnsiedler erstmals leisten konnte.
Als rastloser und harter Arbeiter verlangte Wohnsiedler viel von seiner Familie, die alle mit auf dem Weingut arbeiten mussten. 1946 verstarb Wohnsiedlers Frau und ab den 1950er Jahr verschlechtere sich auch Wohnsiedlers Gesundheit. Er verstarb am 10. Februar 1958 und wurde ebenso wie seine Frau auf dem Friedhof Taruheru im Westen der Stadt Gisborne beerdigt.
Nach Wohnsiedlers Tod expandierten seine beiden Söhne das Weingeschäft, doch mussten 1973 das Weingut an Montana Wines, heute Brancott Estate verkaufen. 1996 wurden die Anlagen des Weinguts abgerissen und die Gerätschaften im McDonald Winery's Museum ausgestellt. An das Weingut selbst erinnert heute nur noch eine an einem Pōhutukawa-Baum angebrachte Plakette, die an dem ehemaligen Standort des Weingutes auf seine ehemalige Existenz hinweist.